# Hyundai Mipo Dockyard
Hyundai Mipo Dockyard je veliko južkorejsko ladjedelniško podjetje. Podjetje je bilo ustanovljeno leta 1975, ladjedelnico na trenutni lokaciji so zgradili leta 1982. Ladjedelnica ima štiri velike doke, prvi trije so 360 m dolgi, široki 65 m in visoki 12,5 m. V njih lahko gradijo ladje do nosilnosti 400 000 ton. Četrti je malo manjši, dolg je 300 m, širok 76 m in visok 12,5 in ima kapaciteto 350 000 ton. 
Ladjedelničar je zgradil več kot 810 ladij, med njimi kontejnerske ladje, produktne tankerji, LNG tankerji, Ro-Ro ladje, trajekte, vrtalne ladje, FPSO plovila in drugo.